# Aphonopelma wichitanum
Aphonopelma wichitanum là một loài nhện trong họ Theraphosidae.
Loài này thuộc chi Aphonopelma. Aphonopelma wichitanum được Ralph Vary Chamberlin miêu tả năm 1940.